# Pianezze
Pianezze é uma comuna italiana da região do Vêneto, província de Vicenza, com cerca de 2.155 habitantes. Estende-se por uma área de 5,02 km², tendo uma densidade populacional de 429,28 hab/km². Faz fronteira com Marostica, Mason Vicentino, Molvena.

## Demografia
| Variação demográfica do município entre 1861 e 2011                               |
|                                                                                   |
| Fonte: Istituto Nazionale di Statistica (ISTAT) - Elaboração gráfica da Wikipedia |